# Dave Evans
Pour les articles homonymes, voir Evans.
Dave Evans, né le 7 juillet 1953, est un chanteur australien d'origine britannique qui est connu pour avoir été le premier chanteur du groupe de rock AC/DC, de novembre 1973 à septembre 1974.

## Avant AC/DC
Dave Evans intègre son premier groupe, In Session, en 1970, à Charters Towers (nord du Queensland). Avec ce groupe, il joue des reprises, essentiellement des Beatles et des Rolling Stones. 
Après son emménagement à Sydney, il devient membre d'un groupe appelé Django.

## Avec AC/DC

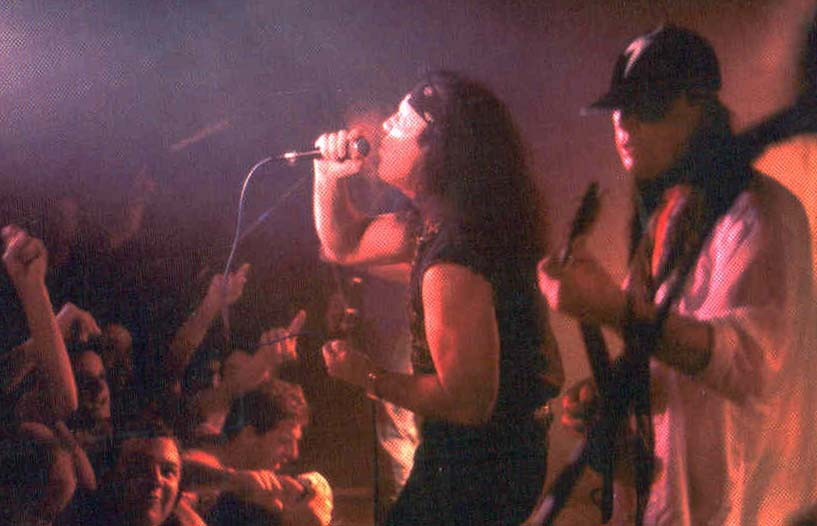
Dave Evans et Rohan Moran

Il est chanteur du groupe nommé Velvet Underground (qui n'est pas le célèbre groupe américain du même nom), dans lequel jouait auparavant Malcolm Young. Peu de temps après le split du groupe, il est contacté par Angus Young, qui veut le recruter comme chanteur dans sa propre formation, Tantrum. Mais Evans décline l'offre. 
Un mois plus tard, il répond à une annonce publiée par Malcolm Young qui est en train de monter un nouveau groupe, AC/DC. En novembre 1973, après avoir passé une audition, il est officiellement recruté en tant que chanteur. 
Au cours du mois de janvier de l'année suivante, ils enregistrent le single Can I Sit Next to You Girl, accompagné d'un clip vidéo et avec pour face B Rockin' in the Parlour. Dave Evans est renvoyé en septembre de la même année à la suite d'une dispute avec Malcolm.

## Après AC/DC
Après AC/DC, Evans rejoint le groupe Rabbit (en), remplaçant Greg Douglas. Le groupe réalise 6 singles et deux albums entre 1975 et 1977. Parmi les autres groupes avec lesquels il  joue, The Hot Cockerels et Thunder Down Under.
Evans réalise également un album avec Thunderstruck, un tribute band d'AC/DC. Cet album, nommé A Hell of a Night, est un enregistrement live d'un concert hommage à Bon Scott pour l'anniversaire des 20 ans de sa mort.
Dave Evans réalise en février 2006 un album nommé Sinner avec des membres de ses anciens groupes, Rabbit et Hot Cockerel.
Evans tourne en Europe avec Thunderstruck et avec son propre groupe The Badasses en support du groupe américain Molly Hatchet.
Plus récemment, Dave Evans retourne en Australie fin 2008 pour jouer au Adelaide International Guitar Festival avec The Party Boys (en), et plus tard avec un groupe de jeunes musiciens venant de Victoria.
En 2010, Dave Evans est la tête d'affiche du Oceanias Rock Festival 2010.
En 2016, alors que le chanteur Brian Johnson se retire d'AC/DC en raison de son fort risque de surdité s'il continue, Dave Evans se propose au groupe comme remplaçant. Finalement, ce sera Axl Rose de Guns'N'Roses qui remplace Johnson pour la suite de la tournée.

## Discographie
Avec AC/DC
- Can I Sit Next to You Girl/Rockin' in The Parlour (single) (1974)

Avec Rabbit
- Rabbit (1976)
- Too Much Rock N Roll (1976)

Avec Thunder Down Under
- Thunder Down Under (1986)

En solo
- Hell of a Night avec Rohan Moran à la guitare soliste et Simon Croft à la guitare rythmique (2001)
- Sinner (2006)
- Judgement Day (2008)

Autres apparitions
- 2007 - Bon Scott Concert- Fremantle
- Sellout - Blood Duster, from the album Blood Duster (2003)